# Northglenn
Northglenn è un centro abitato (city) degli Stati Uniti d'America, situato nella Contea di Adams dello Stato del Colorado. Nel censimento del 2000 la popolazione era di 31.575 abitanti.

## Geografia fisica
Secondo i rilevamenti dell'United States Census Bureau, Northglenn si estende su una superficie di 19,3 km².